# 百色祈福高级中学性侵事件
23°52′43.03″N 106°36′30.38″E / 23.8786194°N 106.6084389°E
百色祈福高级中学教师唐毓文在2017年至2020年间对其学生符月华长期进行性骚扰和性侵犯，导致后者患上重度抑郁症并于2025年1月17日自杀身故；同年2月10日，符的表姐农淳钰于实名举报唐毓文的犯罪行为。这一事件在中国互联网上引起广泛关注。

## 事件背景

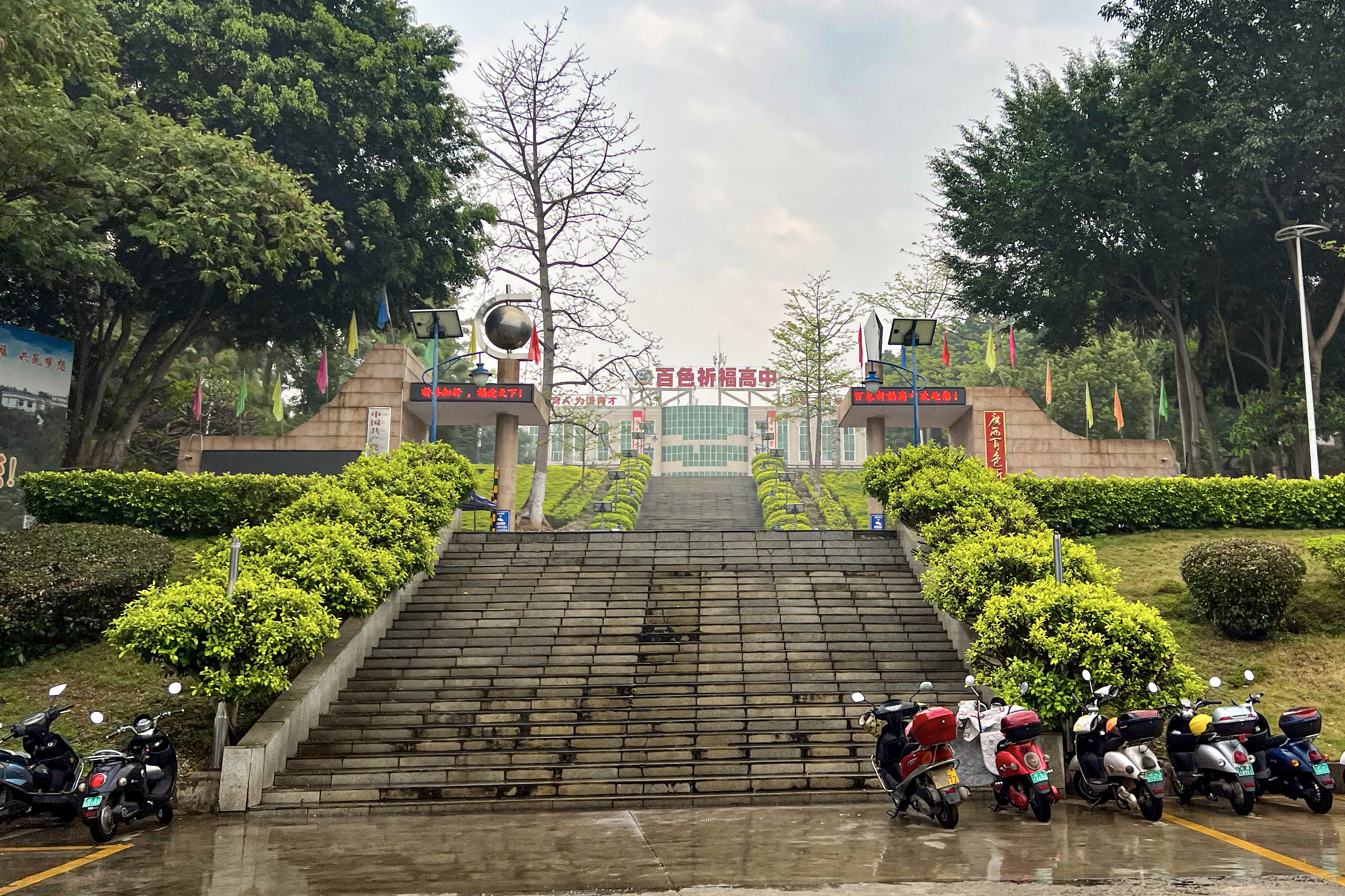
百色祈福高级中学

百色祈福高级中学由中国“扶贫状元”陈开枝牵线搭桥，广州祈福集团董事长彭磷基捐资援建；于2000年2月创办，2003年被评为广西示范性普通高中，其也是百色市直属公办重点高中。
唐毓文，2017级年级主任，中学物理一级教师，2016年被评为“百色市优秀班主任”。多位同事认为唐平时工作认真负责、教学水平较高、关心学生。一些学生认为唐专业能力较强，课下答疑温柔耐心；亦有学生不认同唐毓文的教学和管理风格：一位学生表示，唐管理班级的方式不合理、不上心，且唐讲课方式生硬，不会和学生互动。此外，唐对待女生相比男生更为宽松。唐毓文的性别观念也受到诟病，他曾在年级大会上称，有些女生穿短裙化妆，侮辱了学校的名誉。
符月华，2002年6月1日出生于广西百色市那坡县。其母亲梁女士原是农民，与丈夫在县城结婚后生下符，在他们眼中女儿从小乖巧懂事，性格活泼开朗。符初中就读于那坡县民族初级中学，后以9科A+的成绩毕业并以全县第一名的成绩考入百色祈福高级中学。符在分科时选择理科，成绩经常排全年级第一名。据符月华在知乎自述，她家庭经济情况不好且父母于她6岁时离婚，她后来与其父亲居住，小学时因无人监管而成为“精神小妹”，但中学时便开始发愤图强，并且“很享受上学”。

## 事件经过

### 性侵
2017年，分班后，唐毓文成为了符月华的班主任。之后，唐毓文开始对符进行性骚扰，多次以“补课”为由要求她单独留校，并进行了性侵；符在日记中详细记录了经过，并且大篇幅引用《房思琪的初恋乐园》，表示“回想起当时的日子，和思琪好像好像”。

### 抑郁
2018年，符月华因性侵事件开始出现抑郁症状，多次在日记中提到“无法摆脱阴影”“觉得自己脏了”。高二时，学校因她的抑郁症反复发作向其家长通知，符母梁女士到学校了解情况，符并未说明原委；符母曾问班主任唐毓文是否对她女儿“做了什么”，后者并未承认，家长也以为符是学习压力太大。
2019年9月16日符月华被诊断为重度抑郁症，并开始接受心理治疗。2020年7月，符因长期心理困扰，高考中途弃考。随后符开始复读，在朋友们眼中，符月华是一名内向、敏感、被动的女生，当别人率先表示出友好，很容易与她建立友谊。他们大多听说她在高中阶段有“不好的经历”，但鲜有人知道具体细节。
2021年7月10日，符月华以县理科第一名的成绩（615.5分）考入华东师范大学。半年后符因无法继续学业而提交休学申请，一年后又被退学。符退学后状态一直不稳定，严重时甚至试图自杀；家人只能带着符四处旅游散心或去医院治疗；但他们并未与学校沟通此事。

### 自救
2023年2月5日21时19分，符月华被邀请进入“祈福2017级10班”微信群聊，随即在群聊中破口大骂并@唐毓文和揭露他的性侵行为，不久后唐毓文发言称：“所有人，不要听这种胡言乱语的话题”，并迅速解散群聊。
2024年1月22日，符月华曾在知乎上讲述自己的经历，表示自己初中时便开始有抑郁倾向，曾尝试自杀，但未果也无人知晓。“到了高中以后发生了一些事吧，抑郁就严重起来了，开始各种自残，高三的时候也一直不去学校，在家里自学，用意志力与高考抗争吧。”
符月华退学后，曾计划开一间塔罗占卜店，初中同学晓宁（化名）成为了她的“玄学搭子”。2024年的一段时间里，符的几位朋友都感到她的情况有所好转，其中一个迹象是朋友圈里消沉的内容少了很多，更有生活气息；符喜欢可爱的衣服，因而在朋友圈发了很多穿洛丽塔裙的照片。她曾在知乎上表示，自己用得最久的微信签名是。

### 自杀
2025年1月17日下午，符月华在租赁屋里睡觉，其母亲梁女士像往常一样去上班，当晚20时符母回家时敲门没有应答，因以前符经常如此，其母亲便以为她睡着了，随即离开。
1月18日凌晨02时左右，梁女士下班后再次敲门时仍无应答，喊其女儿的名字也没有回应，这时她发现门窗紧闭，顿感不妙的符母立即拨打“110”和“120”。随即她想办法打开窗户跳了进去，震惊地发现屋子里有一堆烧着的炭。经医护人员诊断，符月华已停止呼吸。
1月19日，符月华的遗体在南宁火化，次日送回那坡县老家，安葬于城郊一块空地上。

### 寻找证据
符月华的三位堂表姐在整理符的遗物时，她们注意到一份检讨书。其收信人是“尊敬的唐老师”，落款日期为2018年4月13日，正文用文言文叙述。检讨书特殊的写作风格和内容，引起家人怀疑。
她们熬了两个整夜查看妹妹的手机和平板，梳理时间线和人物关系。符的百度网盘中备份保存了上万张图片，查阅其中近半后，微信用户“毓文文文文文文文”露骨的聊天记录和日记令她们开始怀疑唐毓文与符月华是否存在特殊关系。
最终，三位堂表姐整理出12项证据，包括日记、微信记录、医疗记录、自残照片、同学和家属陈述、高考报名表、高中成绩单、大学退学证明、录音、班级群聊天记录等，用以论证唐毓文涉嫌性侵当时还是未成年人的符月华。

### 举报
2025年2月10日19时29分，符的表姐农淳钰于新浪微博视频号发布视频，实名举报百色祈福高级中学老师唐毓文对2017级10班的符月华同学长期进行性骚扰、性侵犯，长期“PUA”女学生造成师生恋假象，导致符患有严重的抑郁症并于2025年1月17日自杀身亡。

## 事件后续
2025年2月10日19时30分左右，农淳钰接到当地派出所的电话，通知她做笔录。在约20时30分抵达后，有关方面先做了约四个小时的沟通和思想工作，随后是约四个小时的笔录。到次日凌晨04时57分，农淳钰才回到家。而南方都市报记者多次拨打唐毓文电话，当晚已是关机状态。
2月11日00时10分，百色市教育局于其网站发布情况通报称：“针对2月10日下午网上关于百色祈福高级中学教师唐某某涉嫌师德失范行为的举报信息，百色市人民政府高度重视，教育、公安等相关部门已组成联合工作组开展调查。目前，已对百色祈福高级中学唐某某予以停職处理。具体情况正在进一步调查核实。”
同日09时04分，央视新闻报道中称：“经初步核查，网上举报情况部分内容属实，部分内容仍需进一步调查核实。”
同日23时03分，百色市联合工作组于百色市融媒体中心的微信公众号发布情况通报称：“针对2025年2月10日网友实名举报百色祈福高级中学教师唐某某有关问题，百色市成立由教育、公安、纪检监察等单位组成的联合工作组，迅速开展调查。经调查核实，唐某某严重违反教师职业道德，百色市有关单位依法依纪给予唐某某开除党籍、开除公职处分。经公安机关立案侦查，现已对唐某某采取刑事强制措施，案件正在进一步侦办中。”
2025年3月1日，符月华堂姐发布信息称，唐毓文已被百色市检察院批准逮捕，同时还发布了一些辟谣和解释的信息。

## 事件评论

### 当事人亲属及伙伴
接受南方都市报采访的符月华的几乎每一位家属、同学和朋友都谈到遗憾、惋惜、亏欠、愧疚等心情，并表示等待真相水落石出；亦有多位学生在社交媒体公开发言，声援符月华，要求严惩唐毓文。一名曾为唐辩护的学生也表示自己“被骗了”，批评唐“很虚伪”。而当控诉唐毓文行为的举报信开始流传时，他的许多同事都感到很震惊，并希望公安尽快得出调查结论。
接受南风窗采访的唐毓文的学生大多对此事感到难以置信，部分学生表示记忆里的唐是值得敬重、幽默、温柔的人。

### 媒体
新京报称：“恶行的反差极为刺激舆论的神经”，并表示如果事件被查实，唐毓文将受到“法律的严厉制裁”。同时提到：“在网络上还流传着该教师此前也曾有劣迹的传闻”，这些信息是否属实，学校或相关部门是否掌握，符月华的微信群聊发言——事实上不失为一次公开举报——是否引起了重视等等这些问题，都应当引发舆论的关注；而且它们“关系到事件的性质认定，也有必要作为调查方向之一进行排查”。对于唐毓文留下受害者“单独辅导”这一事件起因，新京报批评这行为“事实上就应当引发反思”，呼吁“学校对于师生之间相处，应制定明确的行为边界，加强干预与监督，不能给别有用心者留下加害的空间。“并评价道：“对于这起令人愤慨的事件，如今格外需要全链条梳理，查清前因后果，总结经验教训。”

### 法律专家
北京大学法学院教授赵宏认为，从披露的微信聊天记录和日记内容来看，二人发生了违背符月华意愿的性关系，如果还有其他间接证据佐证，可以直接认定强奸罪。
湖北赋兮律师事务所律师周禹含表示，按照现行法律，如果符月华受害时已满14周岁未满16周岁，唐毓文都构成“负有照护职责人员性侵罪”。但周和北京千千律师事务所全职公益律师逯玉都提到，“负有照护职责人员性侵罪”是于《中华人民共和国刑法修正案（十一）》中增加的，而该修正案的正式施行日期为2021年3月1日。按照举报材料中所述，性侵发生于2017年至2020年，由于刑法从旧从轻的原则，该案件无法适用这一新修订的法律。
湖南省律师协会刑事专业委员会原主任贺小电同样认为本案行为若发生于2017年至2020年，唐毓文的行为将无法适应新法。但贺认为若唐未被追究刑责，还可以对其追究民事责任；并根据《中华人民共和国民法典》介绍，虽然符未在三年的诉讼时效期间提起诉讼，但如果她因抑郁症丧失或者部分丧失辨别能力，而成为无民事行为能力人或者限制行为能力人，她的近亲属在她死后仍可以以死后才发现为由，在3年内提起民事诉讼。

### 公益人士
“女童保护”基金负责人，凤凰网副总编辑孙雪梅表示，校园作为未成年人长期活动场所，天然存在施害者接触受害者的便利性，而师生权力不对等更易使加害者利用职务权威施压或假借“关爱”之名实施性侵。对于符月华在微信群聊中揭露唐毓文行为的努力无果，孙指出这反映出当前校园性侵害举报渠道的缺失。她分析称，尽管近十年中国在未成年人性侵防治的法律制度层面已有显著完善，但实际执行仍存在短板。此外，她强调校园性侵害防范教育也同样有待落实：“目前国内提倡性教育全面地纳入校园，性教育也已经写进了《未成年人保护法》、《家庭教育促进法》，但这其实是还没有完全实现的。”

## 注解
1. ↑  网络流行语，非主流人群中的一类。
2. ↑  “级”在这里用于标识入学年份。例如“2017级”表示符月华于2017年进入高中。
3. ↑  指在中国年轻人当中盛行的社交关系，浅于朋友，重于同事。[10]
4. ↑  前者为中国公安部门报警电话，后者为中国医疗急救电话。